# Pterolophia lobata
Pterolophia lobata là một loài bọ cánh cứng trong họ Cerambycidae.